# Betula glandulosa
Betula glandulosa é uma espécie de bétula nativa da América do Norte, ocorrendo no Alasca em regiões de clima ártico e temperado, no sul da Groelândia e também mais ao sul em altitudes elevadas, como no norte da Califórnia e do Colorado. No Ártico ela pode ser encontrada mesmo no nível do mar, enquanto que em outras regiões, ela cresce em áreas de até 3 400 metros de altitude.